# وانگاری
وانگاری (به لاتین: Whangarei) یک شهر در نیوزیلند است که در منطقه نورثلند واقع شده‌است.